# Deformacja (medycyna)
Deformacja (łac. deformatio) – w medycynie, wada wrodzona powstająca pod wpływem nieprawidłowego ucisku mechanicznego na organizm rosnącego płodu. 
Deformacje powstają na ogół w ostatnim trymestrze ciąży. Przyczyny ucisku można podzielić na matczyne i płodowe: 
Przyczyny ucisku zależne od organizmu matki:
- nieprawidłowo mała macica
- zbyt mała miednica
- wady rozwojowe macicy
- ciąża ektopowa
- ciąża wielopłodowa.

Przyczyny ucisku zależne od organizmu płodu:
- nieprawidłowe ułożenie płodu
- małowodzie
- ograniczenie ruchliwości płodu (akinesia fetalis)
- malformacje płodu.

Niektóre deformacje:
- skręcenie lub wykrzywienie kości długich
- ograniczenie ruchomości stawów
- spłaszczenie nosa i uszu
- stopa końsko-szpotawa

Częsta jest sytuacja, gdy zmiana w środowisku wewnątrzmacicznym wywołuje charakterystyczną sekwencję deformacji organizmu płodu; najważniejszym przykładem takiej sekwencji jest tzw. sekwencja Potter związana z małowodziem.